# Wangdue Phodrang körzet
Wangdue Phodrang egyike Bhután 20 körzetének. A fővárosa Wangdue Phodrang.

## Látnivalók

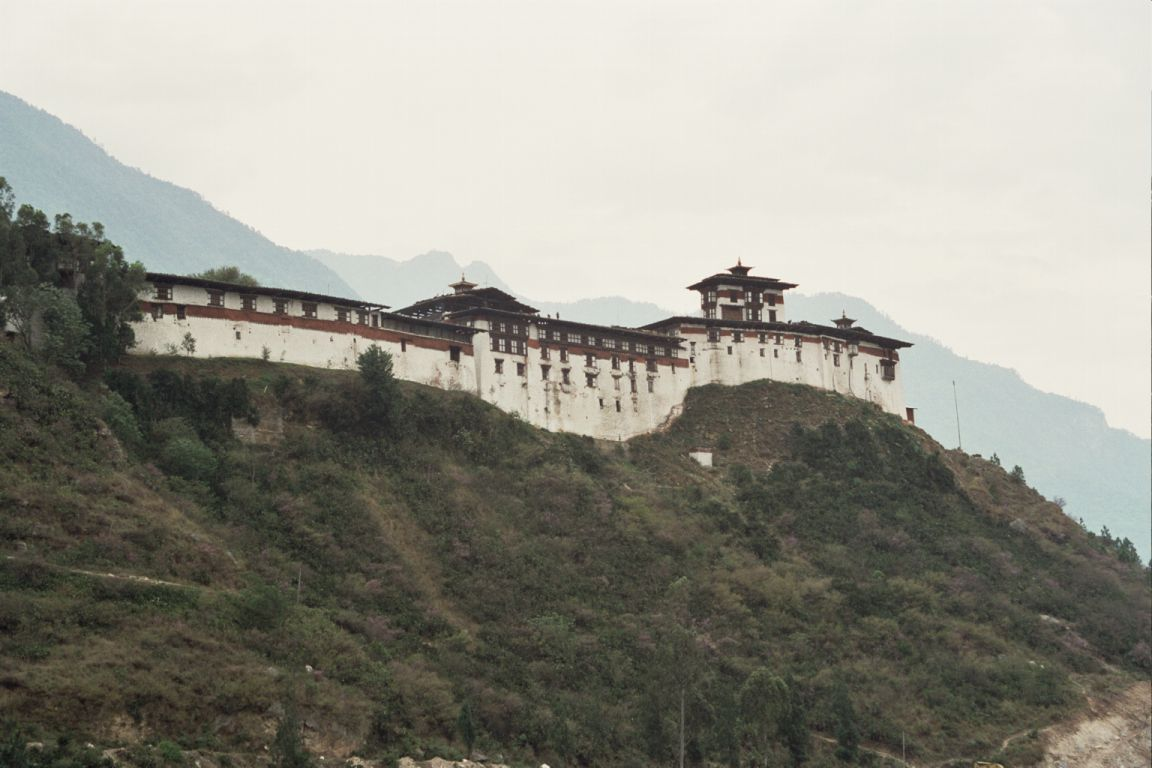
Dzong

## Földrajz
Az ország északi részén található.

## Gewog-ok
- Athang Gewog
- Bjena Gewog
- Daga Gewog
- Dangchu Gewog
- Gangte Gewog
- Gasetsho Gom Gewog
- Gasetsho Om Gewog
- Kazhi Gewog
- Nahi Gewog
- Nyisho Gewog
- Phangyuel Gewog
- Phobji Gewog
- Ruepisa Gewog
- Sephu Gewog
- Thedtsho Gewog